# Tendapas
De Tendapas (Italiaans: Colle di Tenda / Frans: Col de Tende) ligt op de grens van Italië (provincie Cuneo) en Frankrijk (departement Alpes-Maritimes). Hij kan beschouwd worden als de zuidelijkste van de grote Alpenpassen. Onder de pasweg door lopen twee tunnels, een 3,2 kilometer lange wegtunnel uit 1882 en een 8.099 m lange tunnel voor de Tendaspoorlijn uit 1898. De wegtunnel werd in 1882 geopend en is daarmee de oudste wegtunnel van de Alpen en indertijd wereldwijd een van de langste wegtunnels. De tunnel voor het wegverkeer is smal en van matige kwaliteit. Sinds 2014 wordt gewerkt aan een naastliggende tweede wegkoker. De werken zouden eind 2025 afgewerkt moeten zijn.
De weg naar de Tendapas vanuit het noorden begint in Borgo San Dalmazzo in het dal van de rivier de Stura. Hier gaat in zuidelijke richting een weg door het Valle Vermenagna. De meest interessante plaatsen in het dal zijn Vernante met zijn Pinocchio-fresco's en de wintersportplaats Limone Piemonte. Na deze laatste plaats begint de weg te klimmen met ruim aangelegde haarspeldbochten. Zes kilometer voorbij Limone is er de keuze tussen de tunnel of de pasweg.
De noordhelling van de Tendapas is smal, maar goed onderhouden en aangelegd. Deze zijde telt twaalf haarspeldbochten en heeft een lengte van negen kilometer. De laatste tientallen meters voor de pashoogte zijn niet meer geasfalteerd. In de buurt van de Tendapas staan een aantal militaire bouwwerken. Het belangrijkst is het Fort Centrale aan de oostzijde op 1908 meter. Vanaf de pashoogte lopen in oostelijke en westelijke richting militaire wegen verder het gebergte in. De oostelijke voert over de bergkam die Italië en Frankrijk van elkaar scheidt: de Via del Sale.
De afdaling naar het Franse Vallée de la Roya telt 48 dicht op elkaar gelegen haarspeldbochten. De zuidzijde is gedeeltelijk geasfalteerd. Nadat de pasweg en tunnel weer samenkomen daalt een goede weg verder af langs de mooie toeristenplaats Tende. Vanaf deze plaats is de Middellandse Zee bij Ventimiglia nog ongeveer 40 kilometer verwijderd. Onderweg vernauwt het dal zich zo nu en dan tot een kloof waar de rivier de Roia zich met geweld doorheen perst.